# فياتشيسلاف كلاشنيكوف
فياتشيسلاف كلاشنيكوف (بالروسية: Калашников, Вячеслав Андреевич)‏ هو لاعب كرة قدم روسي في مركز الدفاع، ولد في 12 مايو 1985 في سفتلوغراد في روسيا. لعب مع أمكار بيرم ودينامو بريانسك وروتور فولغوغراد ونادي روستوف أون دون ونادي ساتورن رامنسكوي.